# Federazione di rugby a 15 del Burkina Faso
La Fédération Burkinabè de Rugby  è l'organo che governa il Rugby a 15 nel Burkina Faso.